# Tommy Knight
Tommy Knight mais conhecido por Thomas Lawrence Alexander Farrell, (22 de janeiro de 1993) é um ator inglês mais conhecido por interpretar Luke Smith no The Sarah Jane Adventures.
Nascido em Chatham-Kent, Knight é o terceiro mais velho de cinco irmãos (3 meninos, 2 meninas), os quais atuam em carreira de atores.